# Еглије
Еглије (фр. Eygliers) насеље је и општина у Француској у региону Прованса-Алпи-Азурна обала, у департману Горњи Алпи која припада префектури Бријансон.
По подацима из 2011. године у општини је живело 739 становника, а густина насељености је износила 24,6 становника/km². Општина се простире на површини од 30,04 km². Налази се на средњој надморској висини од 1 029 метара (максималној 2 670 m, а минималној 881 m).

## Демографија
| 1962. | 1968. | 1975. | 1982. | 1990. | 1999. | 2011. |
| ----- | ----- | ----- | ----- | ----- | ----- | ----- |
| 413   | 414   | 403   | 502   | 596   | 697   | 739   |

График промене броја становника у току последњих година